# 小栗まち絵
小栗まち絵（おぐり まちえ、Machie Oguri、1948年4月12日 - ）は、大阪生まれのヴァイオリニストである。夫は、同じくヴァイオリニストの故工藤千博である。

## 経歴

### 桐朋まで
6歳から相愛音楽教室に入室し、東儀祐二、江藤俊哉に師事する。1964年、桐朋女子高等学校音楽科に進み、1968年、同高校を卒業して桐朋学園大学に進んだ。その間、斎藤秀雄に師事。大学1年生の時の1968年第37回日本音楽コンクールで第1位、レウカディア賞を受賞、大学3年生の時の1970年第10回海外派遣コンクールで安宅賞を受賞した。1971年、桐朋学園大学を卒業し、11月に小倉朗『ヴァイオリン協奏曲』を初演。翌年の1972年ヴィエニアフスキ国際ヴァイオリン・コンクールで第10位、特別賞を受賞した。

### アメリカ留学
1973年、インディアナ大学に留学し、ジョーゼフ・ギンゴールド、フランコ・グッリに師事、アーティスト・ディプロマを取得した。1974年、工藤千博らとインターナショナル弦楽四重奏団を結成し、1976年、エヴィアン国際室内楽コンクールで第1位大賞、1977年、ミュンヘン国際音楽コンクール・弦楽四重奏部門で第3位を受賞した。

## 演奏活動

### アメリカ
1977年、ニューヨークでデビュー、その後、欧米を中心に演奏活動を続けると共に、インディアナ大学サウスベンド校助教授を経てブラウン大学アーティスト・イン・レジデンスを務めた。

### 日本帰国後
1986年に帰国し、活動拠点を国内に置いた。1994年、貴志康一作曲のヴァイオリン曲「竹取物語」をCDリリースした。現在、相愛大学教授、サイトウ・キネン・オーケストラのメンバー、いずみシンフォニエッタ大阪のコンサートミストレスとして活動している。2004年、エクソンモービル音楽賞洋楽部門本賞を受賞。2009年3月31日、小松一彦指揮大阪フィルハーモニー交響楽団による「貴志康一生誕100年記念コンサート」（会場ザ・シンフォニーホール）において、貴志康一のヴァイオリン協奏曲を演奏。
2016年に行われたいずみシンフォニエッタ大阪第37回定期演奏会における演奏が認められ、翌年大阪文化祭賞最優秀賞を受賞。

## 教授活動
相愛大学で教える傍ら、夫の工藤千博とともに多数の優秀な門下生を輩出している。教育者としての知名度も非常に高い。
門下には、神尾真由子、長原幸太、木嶋真優、太田雅音、清永あや、黒川侑、中山裕一などがいる。

## 共演
- NHK交響楽団
- 東京都交響楽団
- 大阪フィルハーモニー交響楽団
- 大阪センチュリー交響楽団
- 小松一彦
- 児島一江
- 今井信子